# DAG
DAG (niet te verwarren met De Dag) is een voormalige Nederlandse gratis krant (2007-2008) op tabloidformaat, naast De Pers, Metro en Sp!ts. 

## Geschiedenis
De krant werd op 8 mei 2007 gelanceerd. Het was een initiatief van telecombedrijf KPN en uitgeverij PCM. De krant had in juni 2007 een oplage van 325.000 stuks. In september van dat jaar werd de oplage verhoogd naar 400.000 stuks, en kwam er ook een zaterdageditie.
Naast de papieren versie, waarbij nauw werd samengewerkt met de Volkskrant, was er ook een nieuwswebsite die ook op mobiele telefoons bekeken kon worden. De kranten werden verspreid via stations, Albert Heijn-supermarkten en diverse scholen. Hoofdredacteur was Bob Witman.
In 2008 werd aangekondigd dat Frits van Exter het dagblad DAG zou gaan herpositioneren. Op 29 september werd het einde van de papieren editie aangekondigd, waarna de laatste krant verscheen op 1 oktober. DAG bleef wel online te raadplegen. Per 1 oktober 2009 stopte echter ook de website.
PCM was volledig verantwoordelijk voor de papieren krant van DAG. KPN en PCM bleven nog wel samen de digitale nieuwsvoorziening voor hun rekening nemen. Op 23 juni 2010 deelde PCM mee dat het archief van het voormalige www.dag.nl (dat aanvankelijk nog toegankelijk was via de mirror www.ditwasdag.nl), niet langer toegankelijk is. In april 2011 verscheen bij uitgeverij Podium een boek over de korte geschiedenis van DAG, getiteld De laatste krant en geschreven door Bram Logger en Roelof de Vries.

## Achtergrond
In 2006 leek het erop dat PCM met investeerder Marcel Boekhoorn een nieuwe gratis krant zou gaan maken. In oktober van dat jaar sloten beide partijen een principeakkoord maar op 15 november liet PCM weten toch niet met Boekhoorn in zee te gaan. Boekhoorn besloot daarop zelf een krant te beginnen, De Pers. Wegens gederfde inkomsten diende Boekhoorn tegen PCM een claim in van naar verluidt 96 miljoen euro.

## Oplage
Gemiddeld verspreide oplage van DAG tussen 2007 en 2008
Cijfers volgens HOI, Instituut voor Media Auditing